# Granice zła
Granice zła (ang. Caught Inside) – australijski thriller z 2010 roku w reżyserii Adama Blaiklocka oraz wyprodukowany przez Paula S. Freidmana. Główne role w filmach zagrali Peter Phelps, Harry Cook, Ben Oxenbould i Daisy Betts. Zdjęcia do filmu kręcono na Malediwach.
Premiera filmu miała miejsce 10 marca 2010 roku w Australii. Dwa lata później premiera filmu odbyła się 22 marca 2012 roku w Polsce.

## Opis fabuły
Grupa surferów wybiera się jachtem na malowniczą wyspę na Oceanie Indyjskim. Nieobliczalny Bull (Ben Oxenbould) napastliwie podrywa jedną z dziewcząt na pokładzie. Zostaje porzucony przez towarzyszy. Udaje mu się jednak wrócić na jacht. Przejmuje nad nim kontrolę i torturuje członków załogi.

## Obsada
Źródło: Filmweb
- Ben Oxenbould jako Bull
- Daisy Betts jako Sam
- Sam Lyndon jako Rob
- Simon Lyndon jako Toobs
- Leeanna Walsman jako Alex
- Harry Cook jako Archie Cox
- Peter Phelps jako Skipper Joe